# Turpin von Reims

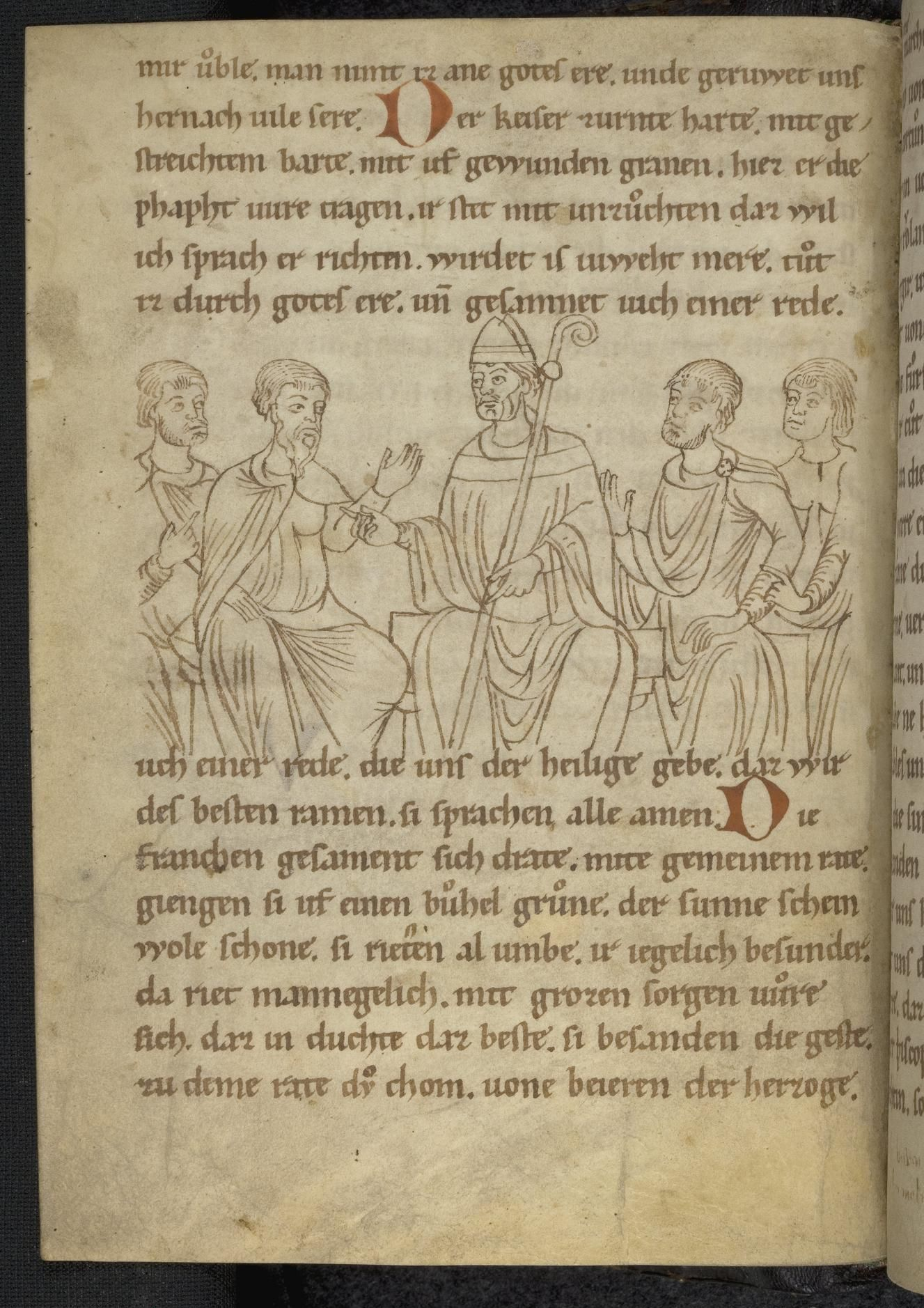
Turpin im Codex Palatinus Germanicus 112

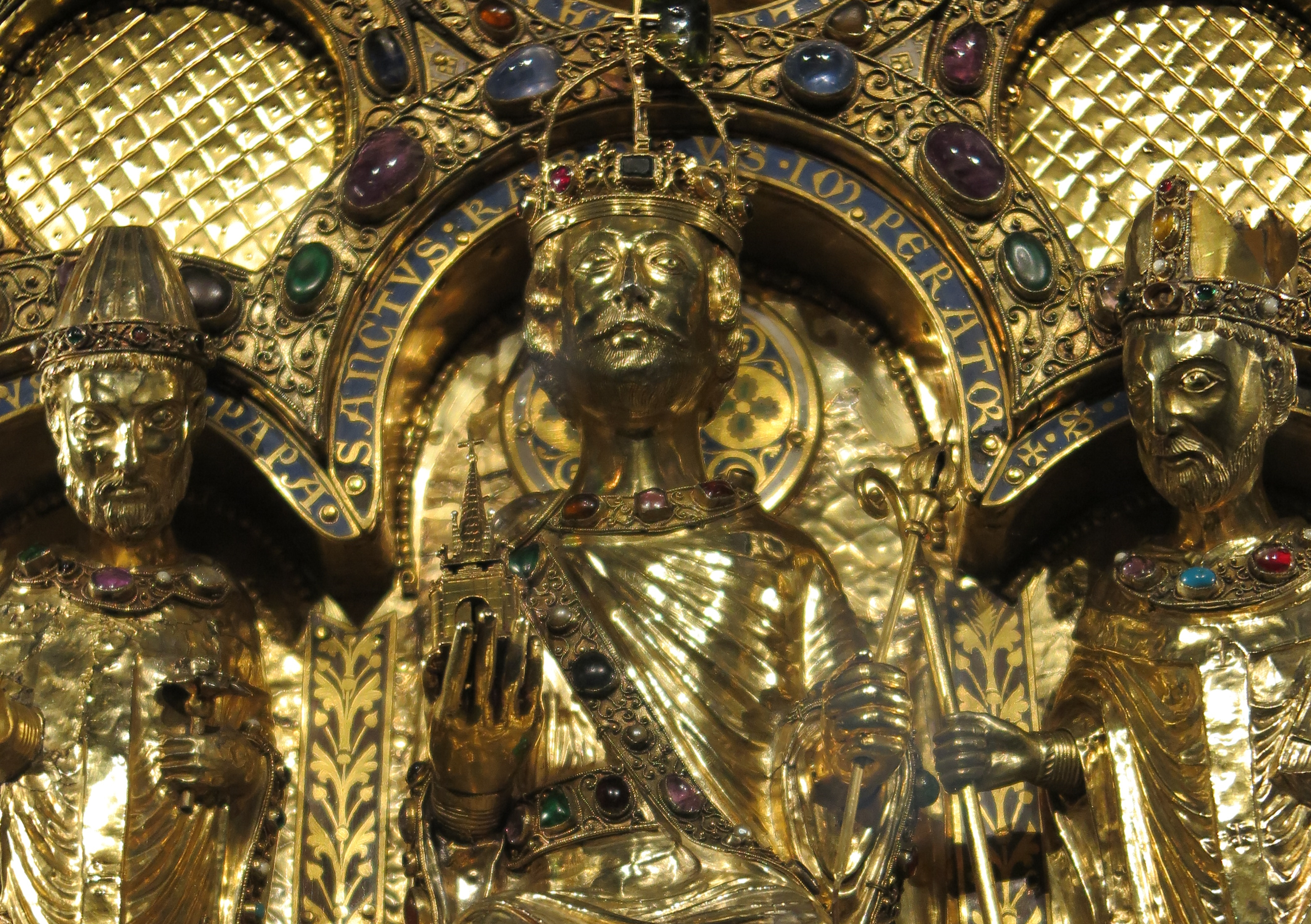
Turpin rechts neben Karl dem Großen auf der Frontseite des Karlsschreins im Aachener Dom

Turpin von Reims (auch Tilpin) (* vor 748/751; † 1. September 794 in Reims) war ein fränkischer Geistlicher, der in der zweiten Hälfte des 8. Jahrhunderts als erster Erzbischof in Reims wirkte. Er gilt als einer der bedeutendsten Bischöfe seiner Zeit. Während seiner Tätigkeit als Theologe, die über 40 Jahre lang andauerte, übte er eine vorbildliche Seelsorge aus und engagierte sich in der Reformtätigkeit. Ihm wurde bis ins 17. Jahrhundert die Urheberschaft der Historia Karoli Magni et Rotholandi und zahlreicher weiterer Werke zugeschrieben, was eine Legendenbildung rund um seine Person zur Folge hatte. Seine Grabstätte befindet sich in der Kathedrale von Reims.
Nach längerer Vakanz wurde Wulfar 812 Turpins Nachfolger im Amt des Erzbischofs.

## Leben und Wirken
Die Herkunft von Turpin kann nicht eruiert werden, bekannt ist jedoch, dass er vor seiner Zeit als Abt in Saint-Denis in der Nähe von Paris diente. Durch ein von seinem Nachfolger Hinkmar verfasstes Epitaph wird bestätigt, dass Turpin etwa 40 Jahre lang als Geistlicher in Reims tätig war. Es wird vermutet, dass Turpin seine Dienste in Reims als Chorbischof neben Bischof Milo verrichtete und erst nach dessen Tod das Amt des Erzbischofs innehatte.
Turpin ist bekannt für seine bemerkenswerte innere Organisation der Kirche und wird als Gründer der Reimser Schreibschule genannt. Außerdem ist Turpin für seine Reformtätigkeit angesehen, welche durch Bonifatius fortgesetzt wurde. Zudem war er in die Reorganisation der Metropolitanverfassung integriert. Er war ein Teilnehmer der römischen Synode von 769, in welcher das grundsätzliche Verhältnis des Papstes und des Patriarchen von Konstantinopel behandelt wurde.
Im Jahr 779 verlieh Papst Hadrian Turpin in einem Brief das Pallium für die Reimser Kirche, welche während seiner Amtszeit den Rang als Metropole wiedererlangte. Derselbe Brief beinhaltete den Auftrag, eine kirchenrechtlich-dogmatische Stellungnahme über den Mainzer Bischof Lul zu verfassen. Es stellte sich heraus, dass dieser Brief in der Mitte des 9. Jahrhunderts gefälscht bzw. interpoliert wurde.
Turpin konnte trotz der Unruhen und der Neuorganisation der Kirche in der Übergangszeit von der merowingischen zur karolingischen Herrschaft durch wiedererworbene Privilegien und materiellen Besitz die bedeutende Stellung von Reims sowie die materielle Grundlage für die Kirche sichern.

## Pseudo-Turpin
Im 11. Jahrhundert entwickelte sich der Glaube, dass Turpin Augenzeuge der Schlacht von Roncesvalles 778 wurde und darüber berichtet habe. Zudem soll er über die Befreiung des Grabes des hl. Jakobus von den Sarazenen durch Karl den Großen geschrieben haben. Da dieses Werk, auch bekannt als Pseudo-Turpin, erst in der Mitte des 12. Jahrhunderts verfasst wurde, ist Turpin von der Urheberschaft ausgeschlossen, und es wird davon ausgegangen, dass es sich bei dem Verfasser um einen nicht näher bekannten französischen Kleriker handelt.